# Interstate 380 (Pennsylvania)
Die Interstate 380 (kurz I-380) ist ein Nord-Süd Interstate Highway im Nordosten von Pennsylvania, der als Zubringer die Interstate 80  mit der Interstate 81 in Dunmore und der Interstate 84 auf einer Länge von 39,85 Kilometer verbindet.
Die Interstate wurde im Jahre 2002 während der Neunummerierung der Highways in Pennsylvania von einer Ost-West Route mit der Bezeichnung Interstate 81E in eine Nord-Süd Route mit der Nummer 380 umbenannt.

## Verlauf
Ab der Abzweigung von der Interstate 80 verläuft die I-380 in nördlicher Richtung und passiert nahe Mount Pocono im Osten den Pocono Mountains Municipal Airport und im Westen den Stillwater Lake. Ab der Ortschaft Elmhurst nutzt sie die Trasse der Interstate 84 und endet nach 40 Kilometern in Dunmore im Osten von Scranton an einem Kreuz mit der Interstate 81 und dem U.S. Highway 6.